# カーシージの戦い
カーシージの戦い（英: Battle of Carthage (1861)、またはドライフォークの戦い、英: Battle of Dry Fork）は、南北戦争の開戦から3か月目、1861年7月5日にミズーリ州ジャスパー郡カーシージでおきた戦闘である。経験を積んだ北軍フランツ・シーゲル大佐が兵士1,100名を率いて、ミズーリ州を北軍に留めさせるために動いていた。ミズーリ州知事クレイボーン・F・ジャクソン自身が率いたミズーリ州軍は4,000名を米墨戦争の英雄スターリング・プライスに統率させ、他にも戦闘に参加しなかった非武装の2,000名がいた。この戦闘は、ジョー・シェルビー大尉が率いた独立系レンジャー部隊が戦場で導入した新しい戦術が大きく効いて、戦略的にミズーリ州軍の勝利となった。この戦いの結果、ミズーリ州民の南部連隊への入隊を加速させることになったので、この戦争でのミズーリ州の方向を決める働きをしたことになった。

## 背景
ミズーリ州の政治見解は南北戦争の前に2つに割れていた。セントルイス市とその周辺郡は、経済的に北部と結びついていたので、概して北部への同調者だった。この地域には奴隷の数が少なく、ドイツからの移民が多く、その多くは奴隷制度に反対していた。ミズーリ州知事クレイボーン・F・ジャクソンは南部寄りであり、州の残りも大きく割れていた。ジャクソンは公には中立に留まろうとしていたが、州の民兵隊にセントルイスの連邦軍武器庫を占領する準備を密かにさせるなど、北軍に疑われていた。
1861年4月、サムター砦の戦いが起きた後、エイブラハム・リンカーン大統領はアメリカ連合国を倒すために、あらゆる州から兵士を要求した。ミズーリ州は4個連隊を派遣するよう求められた。ジャクソン州知事はこの要請を断った。その代わりに、おそらくはセントルイス弾薬庫を捕獲するために、ミズーリ州軍を招集した。それがジャクソンの意図ならば、武器庫に新たに指名された指揮官、アメリカ第2歩兵連隊のナサニエル・ライアン大尉に阻止された。
ライアンは以前にカンザス準州に駐屯しており、良く知られた奴隷制度廃止運動家の考え方を持っていた。ライアンは1861年2月にセントルイスに到着し、直ぐに市の「無条件連邦主義者」と親しくなった。ライアンは市内の多くの連邦主義者と同様に、ジャクソン知事が市内の脱退主義者による軍隊に近い組織と地元志願民兵隊を動員し、武器庫を占領することを怖れた。ライアンは4月22日からリンカーン大統領の命令に従い、連邦ミズーリ志願兵4個連隊を招集し（大半は共和党の大覚醒行進クラブの元メンバー）、武器庫に保管されていた武器を与えた。リンカーンは先の命令に加えて、武器庫に残っている武器の大半を安全なイリノイ州に移すよう命令を伝えてきた。その輸送は4月24日から25日の夜に密かに行われた。
1861年5月8日から9日、州民兵隊のキャンプ地キャンプ・ジャクソンに南軍の攻城砲が到着したときに、事態が悪化した。ライアンはキャンプ・ジャクソンで反逆が行われようとしている明確な証拠（と考えた）ものに直面し、連邦軍正規兵と新しいミズーリ志願兵の部隊をキャンプ・ジャクソンに行軍させ、民兵を逮捕させた。続いて州民兵隊のキャンプ地を囲み、降伏を強いた。その後無分別に民兵を捕虜としてそこからセントルイスの町を行進させ、意図しない暴動を引き起こした。キャンプ・ジャクソン事件と呼ばれる。この行動にはミズーリ州民から多くの抗議を引き起こし、セントルイス市の代議員までがリンカーンにライアンの解任を請願した。しかし、ライアンの行動はセントルイス市の無条件連邦主義者の大半によって支持された。その中にはリンカーン内閣の郵政長官モンゴメリー・ブレアの兄弟であるアメリカ合衆国下院議員フランシス・P・ブレア・ジュニアも含まれていた。ブレア兄弟はライアンの准将商人を手配した。無条件連邦主義者は、西部方面軍指揮官ウィリアム・S・ハーニー将軍が州当局に便宜を図ることを心配し続け、5月31日にはハーニーの解任に繋がった。
6月10日、ライアンはセントルイスのプランターズハウス・ホテルで、ジャクソン知事やミズーリ州軍のスターリング・プライス少将と直に会見し、州と連邦政府との闘争を解決する最後の試みを行った。しかしその会談は物別れとなり、どちらも互いの要求を飲めなかった。4時間後、ライアンは突然会談を中止し、ジャクソンとプライスがジェファーソンシティに戻り、その後の鉄道橋を燃やすように命令した。
ライアンは州都ジェファーソンシティを占領するために、セントルイス守備隊の一部に蒸気船でミズーリ川を遡らせた。フランツ・シーゲル大佐が北軍の2つめの部隊を率い、セントルイスからミズーリ州南西部に降って、ライアンの進軍に直面して南に後退する可能性のあるミズーリ州軍を遮断しようとした。6月12日、シーゲルはその第一および第二大隊、さらに5個歩兵中隊、2個ライフル銃中隊、1個砲兵大隊を始動させ、スプリングフィールドに向かった。
ジェファーソンシティのミズーリ州軍はブーンビルまで後退し、そこで6月17日に重要な小戦闘が起こった（ブーンビルの戦い）。ライアンは直ぐに町を占領し、ミズーリ州軍を南に追った。ライアンは兵站の難しさもあって、退却する州軍に追いつけなかった。レキシントンにいたスターリング・プライス指揮下の別の州軍も、ブーンビルでの敗北を知ったあとに南に動いた。シーゲルの部隊がスプリングフィールドに到着し、直ぐに町を占領した。この部隊は退却する州軍に追いつくことを期待してカーシージに向かう準備をした。ジャクソンの部隊とプライスの部隊は7月3日にラマーで合流し、編成を始めた。ジャクソンの軍隊は6,000名にもなり、その多くが南に向かう行軍に加わった。しかし、ラマーの部隊は大半が猟銃、散弾銃、ナイフで武装しているだけであり、全く武器を持たない者もいた。翌7月4日、シーゲルが1,100名の部隊と共にカーシージに到着した。
ジャクソン知事は、シーゲル隊がカーシージで宿営していることを知り、小さいが武装の良い北軍を攻撃する作戦を立てた。7月5日朝、ジャクソンは部隊を南に行軍させた。両軍はカーシージの北10マイル (16 km) で会した。州軍は半マイル (800 m) 以上に広がっていたその戦列の両端で南軍の旗2本を揚げた。シーゲルの部隊は戦闘隊形を組んで印象的な配置となり、州軍から800ヤード (720 m) 以内に接近した。

## 戦闘
シーゲルはその砲兵隊で戦闘を始め、攻撃に釘付けになっていた。ジャクソンもその砲兵隊で反撃した。ジャクソンと州兵はシーゲルの　旅団を追い始め、10マイル (16 km) 南に追いながら戦い、カーシージ市の郊外にまで達した。ジャクソンは部隊を二手に分け、シーゲル隊を包囲しようとした。戦闘は日中を通して着実に続き、両軍はカーシージのタウンスクエアでにらみ合うようになるまで続いた。その後は小競り合いを繰り返した。この時点でシーゲルは州兵の大部隊が実際には武装していない新兵で構成されており、町の外、自部隊の左翼にある森の中に移動したことが分かった。この部隊が自部隊の側面に回ることを恐れ、シーゲルは退却を命じた。州兵が追撃したが、シーゲルは殿軍をうまく仕切った。夜になり、シーゲルはカーシージに戻った。暗闇に隠れて、さらにサーコキシーまで後退した。

## この戦いの意味
リンカーンが1861年7月4日の議会に対する演説で宣戦布告する代わりに、「戦争遂行権限」を行使してから時間的に最初の会戦となったこのカーシージの戦いは、戦略的にも戦術的にも重要なものになった。
この戦闘はアメリカ合衆国の現職州知事が軍隊を戦場で率いたことで唯一の機会であり、しかもその州が属するアメリカ合衆国に対抗するものだった。
ジャクソン知事の軍隊で前衛として機能していた独立系レンジャー部隊150名は、ミズーリ州の農夫ジョセフ・O・シェルビーが指揮していた。シーゲル隊からの砲火の下で戦場での戦術的な操作から、サーコキシーへの撤退に追いやるまで、シェルビーのレンジャー部隊は「シーゲルの掴んでいたカーシージでの勝利を勝ち取った」ことになり、ミズーリ州の南部寄り部隊はその最初の勝利を祝した。
この戦争を通じてあった敵対関係により、鉱物資源が豊富なジャスパー郡から人が居なくなり、カーシージの町が破壊されたことは、戦後ビクトリア時代の再入植という道を切り開くことになった。

## 関連図書
- Burchett, Kenneth E. The Battle of Carthage, Missouri: First Trans-Mississippi Conflict of the Civil War (Jefferson NC:  McFarland, 2013.  230 pages online review
- Hinze, David C. & Karen Farnham. The Battle of Carthage: Border War in Southwest Missouri, July 5, 1861 Gretna, LA: Pelican Publishing Co., 2004. ISBN 978-1-58980-223-0. Originally published: Campbell, CA: Savas Publishing Company, 1997. ISBN 1-882810-06-6.